# Vievy-le-Rayé

Vievy-le-Rayé este o comună în departamentul Loir-et-Cher, Franța. În 1 ianuarie 2022 avea o populație de 466 de locuitori.